# گرنویل، گرنادا
گرنویل، گرنادا (به لاتین: Grenville) یک شهر در گرنادا است که در Saint Andrew Parish واقع شده‌است. گرنویل ۲٬۴۰۰ نفر جمعیت دارد و ۰ متر بالاتر از سطح دریا واقع شده‌است.